# 贝尼托·弗洛罗
贝尼托·弗洛罗·桑斯（西班牙語：Benito Floro Sanz，1952年6月2日—），西班牙足球主教练。

## 荣誉
阿尔瓦塞特
- 西班牙足球乙级联赛: 1990–91
- 西班牙足球乙二级联赛: 1989–90（英语：1989–90 Segunda División B）

皇家马德里
- 西班牙國王盃: 1992–93（英语：1992–93 Copa del Rey）[1]
- 西班牙超級盃: 1993（英语：1993 Supercopa de España）[1]

比利亚雷亚尔
- 歐洲足協圖圖盃: 2003[2]